# ヒンジガヤツリ
ヒンジガヤツリ Lipocarpha microcephala は、カヤツリグサ科の植物の一つ。柄の先端に丸っこい穂を数個つける。水田雑草として普通に見られる。

## 特徴
小柄な一年生草本。全株無毛で、白みを帯びた緑色。根茎はなく、多数が束になって生じる。草丈は5-30cmになる。葉は根出状に2-3枚を生じ、細くてやや固くて立ち上がる。基部の鞘は褐色がかる。
花期は8-10月。花序は茎の先端に集中してつく。その直下には葉状の苞があり、苞は長さ1-8cmで2-1枚、多くは反り返るように伸びる。花序を構成する穂は広卵形で柄が無く、通常は3個が密集して生じる。穂は多数の小花の集まりで、個々の小花は1枚の鱗片と2枚の薄膜を伴う。鱗片は長さ1.2-1.5mmで、披針形で淡緑色、中脈が突き出して反り返る芒端となる。小花はこの鱗片の内側にあって、腹背に位置する各1枚の薄膜に挟まれる。果実は長楕円形で長さ0.8-1mm、黄褐色で先端の花柱は短く2裂する。
和名は「品字蚊帳吊り」の意で、カヤツリグサに似て、丸い穂が3つ集まるのを漢字の「品」の形に見立てたものである。
なお、この属の花の構造については議論があり、丸い穂全体を小穂と見る説と、鱗片を含む小花1つを小穂と見る説に分かれる。たとえば佐竹他(1982)や谷城(2007)は前者の説を、星野他(2011)は後者の説を採るため、図鑑によって解説が異なっている。詳細についてはこの属の解説を参照されたい。

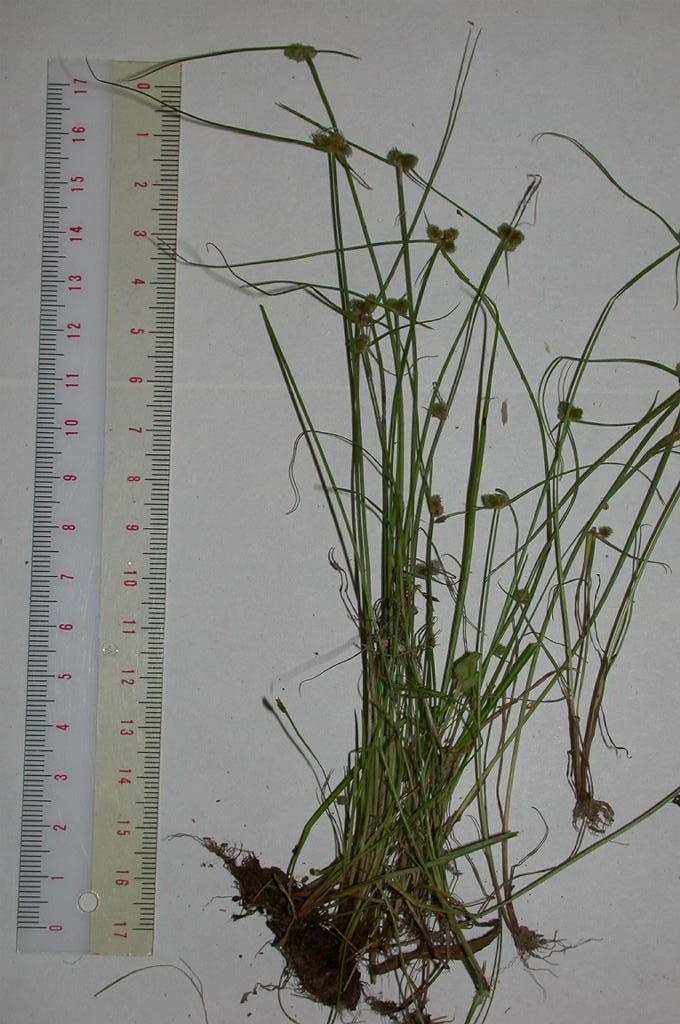
全草
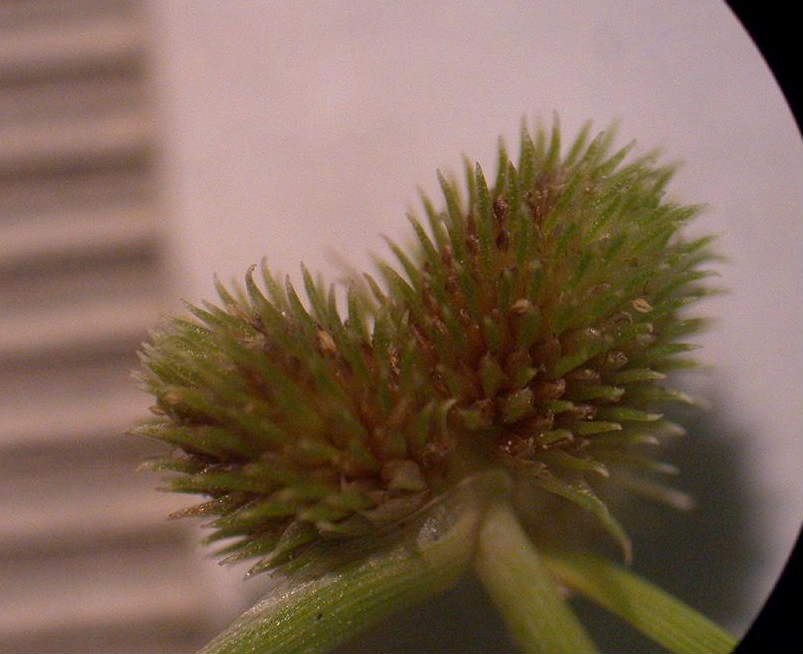
穂の拡大

## 分布と生育環境
日本では本州・四国・九州・琉球列島に見られる。国外では中国・台湾・インドシナ・インド・マレーシア・オーストラリア・ミクロネシアから知られる。
湿った地面にはえ、水田、川岸、湿地などに見られる。

## 類似の植物
同属の植物としては日本にはオオヒンジガヤツリ L. chinensis があるが、分布が奄美大島以南に限定され、また背丈が20-50cmと大きいこと、寄り集まって生じる穂の数がより多いことなどで区別される。外見的にはヒメクグなどヒメクグ属のもの、ヒメアオガヤツリなどの小型のカヤツリグサ属、アオテンツキなどもやや似ている。花の構造はかなり異なるので、その点を観察すればはっきり区別できる。

## 利害
特にない。水田雑草ではあるが、小さくて特に問題視されない。